# Torneo de 's-Hertogenbosch 2019
El Libéma Open 2019 fue un torneo de tenis, perteneciente al ATP Tour 2019 en la categoría ATP 250 y al WTA Tour 2019 en la categoría International. El torneo tuvo lugar en la ciudad de 's-Hertogenbosch (Países Bajos) desde el 10 hasta el 16 de junio de 2019.

## Distribución de puntos
| Modalidad            | Campeón | Finalista | Semifinales | Cuartos de final | 2ª ronda | 1ª ronda | Clasificados | 2ª ronda de clasificación | 1ª ronda de clasificación |
| Individual masculino | 250     | 165       | 100         | 50               | 25       | 0        | 13           | 7                         | 0                         |
| Dobles masculino     | 250     | 150       | 90          | 45               | 20       | 0        | -            | -                         | -                         |

| Modalidad           | Campeona | Finalista | Semifinales | Cuartos de final | 2ª ronda | 1ª ronda | Clasificadas | 2ª ronda de clasificación | 1ª ronda de clasificación |
| Individual femenino | 280      | 180       | 110         | 60               | 30       | 1        | 18           | 12                        | 1                         |
| Dobles femenino     | 280      | 180       | 110         | 60               | 1        | -        | -            | -                         | -                         |

## Cabezas de serie

### Individuales masculino
| Tenista            | Ranking | Preclasificado |
| Stefanos Tsitsipas | 6       | 1              |
| Borna Ćorić        | 15      | 2              |
| Álex de Miñaur     | 25      | 3              |
| Fernando Verdasco  | 27      | 4              |
| David Goffin       | 29      | 5              |
| Frances Tiafoe     | 34      | 6              |
| Christian Garín    | 37      | 7              |
| Richard Gasquet    | 39      | 8              |

- Ranking del 27 de mayo de 2019.[3]

### Dobles masculino
| Tenista                     | Ranking | Preclasificado |
| Łukasz Kubot Marcelo Melo   | 6       | 1              |
| Raven Klaasen Michael Venus | 28      | 2              |
| Jamie Murray Neal Skupski   | 35      | 3              |
| Rajeev Ram Joe Salisbury    | 47      | 4              |

### Individuales femenino
| Tenista             | Ranking | Preclasificada |
| Kiki Bertens        | 4       | 1              |
| Aryna Sabalenka     | 11      | 2              |
| Elise Mertens       | 20      | 3              |
| Lesia Tsurenko      | 27      | 4              |
| Petra Martić        | 31      | 5              |
| Zheng Saisai        | 45      | 6              |
| Viktória Kužmová    | 46      | 7              |
| Amanda Anisimova    | 51      | 8              |
| Alison Van Uytvanck | 54      | 9              |

- Ranking del 27 de mayo de 2019.[4]

### Dobles femenino
| Tenista                            | Ranking | Preclasificada |
| Nicole Melichar Květa Peschke      | 29      | 1              |
| Kiki Bertens Demi Schuurs          | 76      | 2              |
| Monique Adamczak Kaitlyn Christian | 105     | 3              |
| Shuko Aoyama Aleksandra Krunić     | 115     | 4              |

## Campeones

### Individual masculino
Adrian Mannarino venció a  Jordan Thompson por 7-6(9-7), 6-3

### Individual femenino
Alison Riske venció a  Kiki Bertens por 0-6, 7-6(7-3), 7-5

### Dobles masculino
Dominic Inglot /  Austin Krajicek vencieron a  Marcus Daniell /  Wesley Koolhof por 6-4, 4-6, [10-4]

### Dobles femenino
Shuko Aoyama /  Aleksandra Krunić vencieron a  Lesley Kerkhove /  Bibiane Schoofs por 7-5, 6-3